# Jeffrey Ballard
Jeffrey Charles Ballard (Vancouver, 21 gennaio 1987) è un attore e doppiatore canadese.

## Biografia
Jeffrey Ballard è nato e cresciuto a Vancouver. Ha iniziato a lavorare nel mondo del cinema a soli tredici anni, nel film Mission to Mars. È apparso anche in serie televisive locali, ed ha avuto recentemente dei ruoli anche in Agente Cody Banks, Riding the Bullet e altri.

## Filmografia parziale

### Cinema

#### Attore
- Mission to Mars, regia di Brian De Palma (2000)
- Jack simpatica canaglia!! (MVP 2: Most Vertical Primate), regia di Robert Vince (2001)
- Children of the Corn: Revelation, regia di Guy Magar (2001)
- Air Bud 4 - Una zampata vincente (Air Bud: Seventh Inning Fetch), regia di Robert Vince (2002)
- Agente Cody Banks (Agent Cody Banks), regia di Harald Zwart (2003)
- Riding the Bullet, regia Mick Garris (2004)
- She's the Man, regia di Andy Fickman (2006)
- Quel nano infame (Little Man), regia di Keenen Ivory Wayans (2006)
- Il mio ragazzo è un bastardo (John Tucker Must Die), regia di Betty Thomas (2006)
- Ratko: The Dictator's Son, regia di Savage Steve Holland e Kevin Speckmaier (2009)
- Triple Dog, regia di Pascal Franchot (2010)
- Pressed - Soldi pericolosi (Pressed), regia di Justin Donnelly (2011)
- Presa mortale - Il nemico è tra noi (The Marine 3: Homefront), regia di Scott Wiper (2013)
- Kid Cannabis, regia di John Stockwell (2014)
- Sorelle assassine (Perfect Sisters), regia di Stanley M. Brooks (2014)

### Televisione
- Dark Angel – serie TV, episodio 2x21 (2002)
- Renegadepress.com – serie TV, episodi 2x09-4x01 (2005, 2007)
- Kyle XY – serie TV, episodi 1x05-1x07 (2006)
- Smallville – serie TV, episodio 4x20 (2005)
- Masters of Horror – serie TV, episodio 1x04 (2005)
- Snowmageddon, regia di Sheldon Wilson – film TV (2011)
- R. L. Stine's The Haunting Hour – serie TV, episodi 1x19-3x08-4x10 (2011-2012, 2014)
- Supernatural – serie TV, episodio 7x15 (2012)
- 24 Hour Rental – serie TV, 7 episodi (2014)
- Wayward Pines – serie TV, episodio 1x10 (2015)
- Garage Sale Mystery – serie TV, episodio 1x13 (2018)
- Van Helsing – serie TV, episodio 5x10 (2021)

## Premi e riconoscimenti
- 2006: Leo Awards - Miglior Performance in un programma o serie per ragazzi o bambini per Renegadepress.com - Nomination